# Швиднишки окръг (Люблинско войводство)
Швиднишки окръг (на полски: Powiat świdnicki) е окръг в Източна Полша, Люблинско войводство. Заема площ от 468,35 км2. Административен център е град Швидник.

## География
Окръгът се намира в историческия регион Малополша. Разположен е в централната част на войводството.

## Население
Населението на окръга възлиза на 73 326 души (2012 г.). Гъстотата е 157 души/км2.

## Административно деление
Административно окръгът е разделен на 5 общини.
Градска община:
- Швидник

Градско-селска община:
- Община Пяски

Селски общини:
- Община Мелгев
- Община Рибчевице
- Община Травники

## Фотогалерия
- Швидник
- Пяски